# Odontophorus balliviani
La quaglia boschereccia facciastriata (Odontophorus balliviani Gould, 1846), è un uccello della famiglia Odontophoridae diffuso in Perù e Bolivia. Il nome scientifico di questa specie commemora José Ballivián.